# Forefather
Forefather – angielska grupa muzyczna wykonująca viking metal z wpływami black metalu. Powstała 1997 roku z inicjatywy braci Athelstana oraz Wulfstana. Muzycy założyli iż twórczość grupy będzie rodzajem hołdu dla ich praprzodków Anglosasów.
W 1998 roku instrumentaliści rozpoczęli realizacje pierwszego studyjnego albumu pt. Deep Into Time nagranego w ich domowym studio The Croft. Album ukazał się w marcu 1999 roku dzięki Angelisc Records. Niespełna rok później powstał kolejny album zatytułowany The Fighting Man zrealizowany na przestrzeni maja i sierpnia. Wydany został ponownie przez Angelisc Records w październiku 2000 roku. Ponadto w 2000 roku niemiecka wytwórnia płytowa Millennium Metal Music wydała limitowany album zatytułowany Legends Untold zawierający pochodzący z pięciu wydawnictw materiał demo.
W październiku 2001 roku Athelstan i Wulfstan przystąpili do prac nad kolejnym albumem zatytułowanym Engla Tocyme prace zakończono ostatecznie w grudniu. Po krótkim opóźnieniu album wydano w marcu 2002 roku wraz z reedycja albumu Deep Into Time opatrzonego nowa szatą graficzną oraz utworami dodatkowymi. W 2003 roku grupa podpisała kontrakt płytowy z Hammerheart Records (obecnie Karmageddon Media) na mocy którego w 2004 toku wydany został album pt. Ours Is the Kingdom. Tego samego roku wytwórnia wydała również reedycje wszystkich dotychczasowych wydawnictw Forefather.

## Dyskografia
- Deep into Time (1999, Angelisc Records)
- Legends Untold (2000, Millenium Metal Records)
- The Fighting Man (2000, Angelisc Records)
- Engla Tocyme (2002, Angelisc Records)
- Ours Is the Kingdom (2004, Karmageddon Media)[4]
- Steadfast (2008, Seven Kingdoms)[5]
- Last of the Line (2011, Seven Kingdoms)[6]